# ジャイ・クロフォード
ジャイ・クロフォード（Jai Crawford、1983年8月4日 - ）は、オーストラリア、タスマニア州出身の自転車競技（ロードレース）選手。

## 経歴
2008年、トレック・マルコポーロにてプロキャリアスタート。
2015年、キナンサイクリングチームに移籍。
2017年、ツール・ド・フィリピンで逆転総合優勝。

## 主な戦績

### 2007年
- ツアー・オブ・シャム　総合優勝

### 2008年
- ツアー・オブ・ジャパン　総合2位

### 2009年
- ツアー・オブ・ウェリントン　区間優勝（第1ステージ）
- ツール・ド・ランカウイ　総合2位
- ジェラジャ・マレーシア　総合2位
- ツール・ド・コリア　総合2位

### 2010年
- ツアー・オブ・ユタ　区間優勝（第5ステージ）

### 2012年
- ジェラジャ・マレーシア　総合2位(第2ステージ優勝)
- ツアー・オブ・シンカラ　総合2位

### 2016年
- ツール・ド・イジェン　総合優勝（第4ステージ優勝）
- ツール・ド・フローレス　山岳賞

### 2017年
- ツール・ド・フィリピン　総合優勝